# パッラヴォーロ・シリオ・ペルージャ
パッラヴォーロ・シリオ・ペルージャ（Pallavolo Sirio Perugia）は、イタリア・ペルージャを本拠地とする女子バレーボールクラブチーム。今季スポンサー名込みの総称はデスパー・ペルージャ（Despar Perugia）。CEV等のクラブ大会ではコルッシ・シリオ・ペルージャ（Colussi Sirio Perugia）が用いられる。通称はペルージャ。
2011年6月29日にセリエA1女子リーグに参加する権利を放棄した。

## 歴史
1970年にペルージャの教会区に設立された。最初の監督は、創設者であったAldo Faliniが務めた。1984年からはセリエBでプレーし、1987-1988年はセリエBで優勝し、セリエA2に昇格した。
1990年にA1へ昇格したが、1995年のリーグ戦で3勝19敗と大敗し最下位となりA2へ降格。1997年にA1へ再昇格した。2003年にレギュラーシーズン優勝、プレーオフファイナルを制しリーグ初優勝。以降、A1の強豪クラブの1つとして活動している。

## 主な成績
セリエA
- 優勝：2003、2005、2007

 コッパ・イタリア
- 優勝：1992、1999、2003、2005、2007

 欧州チャンピオンズリーグ
- 優勝：2006、2008

 CEVカップ
- 優勝：2005、2007

## 歴代監督
- ベルナルド・レゼンデ

## 歴代所属選手
- マウリツィア・カッチャトーリ
- マヌエラ・レッジェーリ
- シモーナ・リニエーリ
- タイスマリー・アゲロ
- エリーザ・トグット
- パオラ・クローチェ
- アントネッラ・デルコーレ
- キアラ・アルカンジェリ
- ルチーア・クリザンティ
- エリア・ソウザ
- バレウスカ・オリベイラ
- レグラ・ベル
- マグダレナ・シリバ
- ヤネカ・ファンティエネン
- キム・スタエレンス
- セナ・ウーシッチ
- ミラ・ゴルボビッチ
- ドラガナ・マリンコビッチ
- オルガ・ポタショーワ
- オリガ・ファテーエワ
- リーカ・レトネン
- 楊昊
- カトレーン・ワイス
- アレシア・リキューリック
- ナンシー・メトカフ
- キム・ウィロビー
- サーニャ・ポポビッチ
- アナ・グルバッチ
- エリツァ・バシレバ

## ユニフォーム
ホーム
- メインカラーのホワイトとネイビー。シャツネームと背番号はレッド。

アウェイ
- サブカラーのレッドとネイビー。シャツネームと背番号はホワイト。

リベロ
- ホワイトとレッド、またはレッド。